# RDS-37
A RDS-37, conhecida no ocidente como Joe-19, foi a primeira bomba de hidrogênio da União Soviética testada em 22 de novembro de 1955, com capacidade para 3 megatons, porem  foi reduzida para 1.6 megatons, foi a primeira bomba termonuclear lançada de um avião, através de um TU-16.
Utilizou o que era chamado por Sakharov de terceira ideia, sendo o Desenho de Teller–Ulam dos Estados Unidos, e ainda utilizou de primeira vez deutereto de litio, em vez do ultrapassado deutério criogênico usado em Ivy Mike, muito diferente da RDS-6 que mais parecia uma bomba de fissão reforçada do que uma bomba termonuclear verdadeira.
A bomba é largamente confundida com a Tsar Bomba, a bomba nuclear mais poderosa a ser detonada no planeta, em programas e reportagens
científicas, pela RDS-37 ter sido detonada e filmada amplamente em solo. A Tsar teve sua filmagem e registro restrita ao céu, efetuada pelo bombardeiro que a lançou (cinegrafistas amadores se mantiveram ao menos a 250 km do epicentro, o que devido ao relevo da região dificultou registros).